# Ханларов, Талаат Агасибек оглы
Талаат Агасибек оглы Ханларов (азерб. Tələt Ağasıbəy oğlu Xanlarov) (1927—2004) — советский и азербайджанский архитектор, академик АН Азербайджана, Заслуженный архитектор Азербайджанской ССР (1975), вице-президент Международной академии архитектуры стран Востока.

## Биография
Талаат Ханларов родился 26 августа 1927 года в семье выпускника юридического факультета Петербургского университета Агасибека Xанларова и Сары ханым — одной первых выпускниц Азербайджанского медицинского института. Талаат был старшим сыном в семье.
В 1937 году отец Ханларова Агасибек стал жертвой сталинских репрессий. Став сыном «врага народа», Талаат пришёл в профессиональный цех уже зрелым молодым человеком. Проходил вечернюю учёбу в коммунально-строительном техникуме, работал техником-проектировщиком в тресте «Бакпроект».
В 29 лет Талаат Ханларов окончил архитектурно-строительный факультет Азербайджанского политехнического института. В этом же году архитектор Микаэль Усейнов содействовал принятию Ханларова в руководимую им мастерскую типового проектирования Государственного головного проектного института «Азгоспроект».

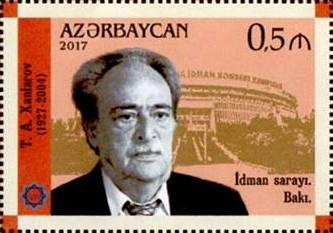
Почтовая марка Азербайджана, 2017

Среди авторских произведений Ханларова особо следует отметить работы последних 20 лет: здания Спортивно-концертного комплекса им. Гейдара Aлиева (совместно с Т. Абдуллаевым и Ю. Кадымовым), Дворца культуры «Химик» в Сумгаите, станция «Мемар Аджеми» Бакинского метрополитена, гостиница «Тебриз» в Нахичеване, здания Закавказской высшей партийной школы, мечетей в Сабунчинском и Наримановском районах и ряд других. Также Ханларов был архитектором спортивного комплекса гребной базы в Мингечауре.
В 2002 году удостоен Персональной стипендии Президента Азербайджанской Республики.

Галерея работ
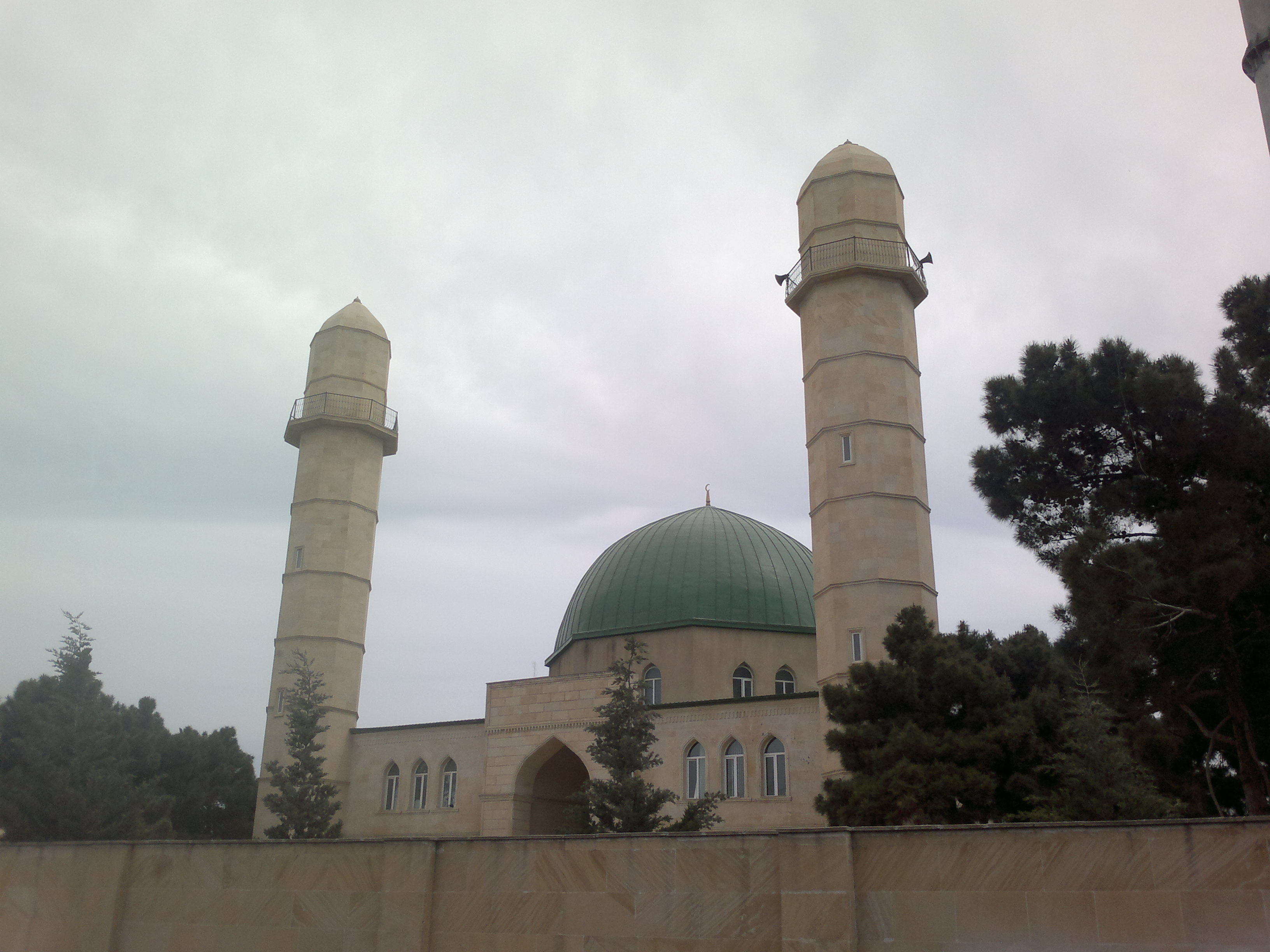
Мечеть в Сабунчинском районе (в пос. Бакиханов)
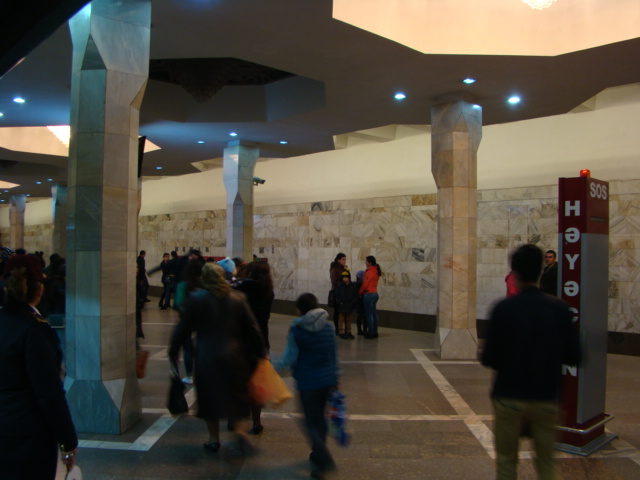
Станция «Мемар Аджеми»
Спортивно-концертный комплекс имени Гейдара Алиева
Административное здание в Низаминском районе Баку

## Труды
- Архитектура Советского Азербайджана. — Москва: Стройиздат, 1972. — 112 с.